# A Dog of Flanders (film 1935)
A Dog of Flanders è un film del 1935 diretto da Edward Sloman.
Dopo la versione del 1914 e quella del 1924, è questo il primo adattamento cinematografico sonoro del racconto Il cane delle Fiandre, pubblicato nel 1872 dalla scrittrice inglese Ouida. Protagonista è Frankie Thomas, allora affermato attore bambino del cinema americano. Il cane, Lightning, è interprete in quegli anni di numerosi film. Il nonno è O.P. Heggie.
Come comune in quasi tutti gli adattamenti cinematografici del racconto, al film viene dato un lieto fine, laddove la storia originaria si concludeva con la morte non solo del nonno ma anche del ragazzo e del cane.

## Trama
Un ragazzino con aspirazioni da pittore cura la fattoria del nonno ammalato, quando questi muore decide di partire non avendo vinto una gara di pittura cui aveva partecipato. Mentre ammira una tela di Rubens incontra un pittore che decide di prenderlo con sé.

## Produzione
Il film fu prodotto negli Stati Uniti d'America dalla RKO Radio Pictures.

## Distribuzione
Il film fu distribuito da RKO Radio Pictures nelle sale cinematografiche statunitensi il 22 marzo 1935. Fu trasmesso per la prima volta alla televisione nel 1955 da C&C Television Corporation.